# تشاه مولا (طبس مسينا)
تشاه مولا (بالفارسية: چاه ملا) هي مستوطنة تقع في إيران في قسم طبس مسینا الريفي.